# 田南水库
田南水库是中国江西省吉安市新干县桃溪乡境内的一座水库，位于漂江狗颈水上，建于1972年。水库正常库容为880万立方米，平均水深为7.00米，集雨面积为20平方千米，海拔为117米。